# A Eiriña
A Eiriña es un barrio de la ciudad española de Pontevedra, en su zona este, junto al Ensanche de Pontevedra. Tiene una función residencial y comercial.

## Localización
El barrio de A Eiriña está situado en el este de la ciudad de Pontevedra. Limita al oeste con el Ensanche y la calle Cobián Areal, al norte con la calle Doctor Loureiro Crespo y aledaños, al este con la vía del ferrocarril y el barrio de los Salgueiriños y la calle Doce de Novembro, al sur con la avenida de Eduardo Pondal y al sureste con el el barrio de A Parda.

## Etimología
El nombre de Eiriña proviene del diminutivo en gallego de Eira (Era), lugar donde se realizaban antiguamente distintas tareas de tratamiento de cosechas.

## Historia
En 1856, según el plano de Pontevedra del Teniente Coronel de Ingenieros Francisco Coello de Portugal y Quesada este lugar en el que se encuentra el barrio, al sur de la carretera de Orense, se denominaba Airiña, una variante de Eiriña, y se componía de campos y fincas sin ninguna edificación. En 1892 había en el lugar varias fincas y viñedos. El 14 de diciembre de 1897 se inauguró en el extremo oeste del barrio, en el límite con el Ensanche, el Hospital Provincial de Pontevedra.
En 1902 se instaló en el número 38 de la calle Joaquín Costa la fábrica de pan y horno La Espiga de Oro. Según el plano del Instituto Geográfico y Estadístico español de 1910, existían en la zona en esos años solamente algunas viviendas aisladas.
Entre 1921 y 1935 la antigua calle del Progreso dio nombre al Campo del Progreso, un conocido recinto deportivo, ubicado junto al Hospital Provincial de Pontevedra y delimitado por las calles Benito Corbal, Blanco Porto, Joaquín Costa y Cobián Areal, donde se practicaban fútbol, hockey y atletismo. El campo marcaba el límite entre A Eiriña y el Ensanche, funcionando como un punto de encuentro entre ambas zonas y antesala de A Eiriña. El campo fue denominado popularmente como Campo de A Eiriña.
En el nomenclátor de 1940 A Eiriña pertenecía todavía a la parroquia pontevedresa de Mourente. En 1944 abrió sus puertas en la calle Loureiro Crespo el antiguo cuartel y comandancia de la Guardia Civil, demolido en 2020 y en los terrenos del cual se construyó una residencia de mayores que fue inaugurada en 2022.
En los años 1950 y 1960 el expresidente de la Junta de Galicia Emilio Pérez Touriño y su familia fueron unos de los residentes del barrio. En 1966 se inauguró un nuevo trazado ferroviario en la ciudad, cuyas vías delimitaron A Eiriña longitudinalmente por su parte este.
En 1969 la Caja de Ahorros Provincial de Pontevedra financió la construcción de varios bloques de viviendas en terrenos detrás de la Comandancia de la Guardia Civil en la parte trasera de la calle Loureiro Crespo, en la finca denominada dos Canos de Arriba. Unos años más tarde en la década de 1970 se construyó justo detrás de la Comandancia la iglesia de la Virgen del Camino.
El eje viario más importante construido en la década de 1990 en la ciudad, circunvalando la zona este, fue el llamado entonces anillo de la Eiriña. La primera fase de esta obra, ahora conocida como la calle José Malvar, se completó en 1994. La segunda fase, hoy denominada calle Doce de Novembro, se inauguró en mayo de 1999. En 1997 se cubrió la vía férrea entre las calles Joaquín Costa y Loureiro Crespo, dando lugar a la calle peatonal José Adrio, conocida popularmente como la Pasarela.
En 1995 se abrió la calle Profesor Filgueira Valverde que impulsó la expansión del barrio hacia el este. En 2000 se procedió a la apertura y urbanización de la calle Uxío Novoneyra, prolongación de la calle Cobián Areal en el límite oeste del barrio. En noviembre de 2007 entró en servicio la nueva calle Antón Fraguas, prolongación de la calle Profesor Filgueira Valverde. En 2008 empezó la urbanización de la última gran bolsa de suelo que quedaba en la parte central de A Eiriña delimitada por las calles 12 de Novembro y Joaquín Costa además de por la avenida de Eduardo Pondal en su lado meridional. Tras su finalización, en abril de 2011 se inauguró en el barrio un nuevo entramado viario (calles Teixoeira, Paxariñal, Río das Leitugas y Poza dos Canos) que permeabilizó A Eiriña.
En 2015 se creó en el centro del barrio el parque de Amalia Álvarez de 3 000 metros cuadrados entre las calles Paxariñal, Río das Leitugas y Profesor Filgueira Valverde. Fue inaugurado en febrero de 2016. Entre 2016 y 2017 se peatonalizó el tramo de la calle Doctor Loureiro Crespo delante del Hospital Provincial hasta la calle Antón Fraguas.
El desarrollo del barrio se aceleró a partir de 2020 con la construcción de nuevos edificios de viviendas.
A finales de 2022 se empezó a construir en A Eiriña una residencia de personas mayores de 120 plazas y titularidad pública, promovida y financiada por la Fundación Amancio Ortega, cuyas obras finalizaron en octubre de 2024 y fueron entregadas por la fundación a la Junta de Galicia.
En 2023 se inauguró el parque de la Palmera, un pequeño espacio verde que se extiende a lo largo de la calle Joaquín Costa, diseñado en torno a la histórica fuente de piedra de A Eiriña y a la gran palmera que se encuentra en sus proximidades.
En 2025 se aprobó la apertura de la nueva calle de prioridad peatonal Barreiriña de 115 metros de longitud y 12 metros de ancho, que conecta con plataforma única y árboles a lo largo del trazado la avenida de Eduardo Pondal con la calle Doce de Novembro.

## Descripción
A Eiriña es en la actualidad un barrio residencial y comercial. Cuenta con varias zonas verdes, de las que la más relevante es un parque central arbolado, el parque de Amalia Álvarez, que tiene una superficie de 3 000 metros cuadrados.
El pequeño parque de la Palmera al lado de la calle Joaquín Costa cuenta con una fuente de piedra, una gran palmera y un banco semicircular alrededor de ella, senderos, jardines, árboles y áreas de descanso equipadas con mesas de juegos (ajedrez, parchís, tres en raya),  y bancos. Un camino principal recorre el parque de este a oeste, conectando sus distintas partes.
Al lado del Ensanche se ubica el Hospital Provincial de Pontevedra, en frente al que fue el antiguo campo deportivo de A Eiriña. Al norte de la calle Doctor Loureiro Crespo se encuentra la iglesia de la Virgen del Camino y al este, entre las calles Loureiro Crespo y Estrada el antiguo Asilo de las Hermanitas de los Ancianos Desamparados, que cerró en 2012. En un espacio central de A Eiriña se localiza la residencia de mayores promovida por la Fundación Amancio Ortega.
En A Eiriña se ubican actualmente numerosos establecimientos comerciales en calles como Joaquín Costa, Uxío Novoneyra, Cobián Areal, Loureiro Crespo, Travesía de la Eiriña, Doce de Novembro, Profesor Filgueira Valverde, y Antón Fraguas. En esta última se encuentra el primer Supercor de la provincia de Pontevedra.

## Galería de imágenes

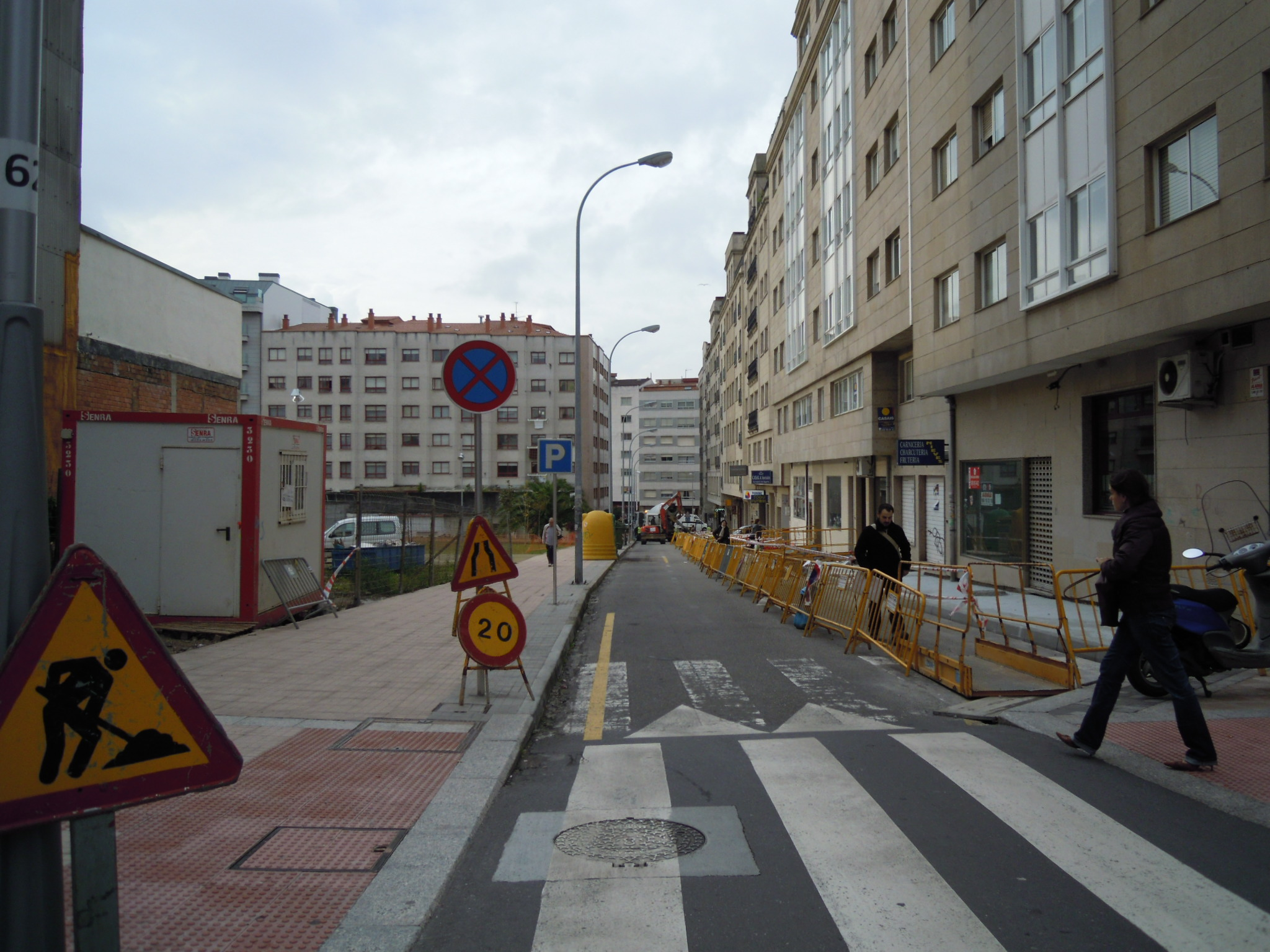
Calle Profesor Filgueira Valverde
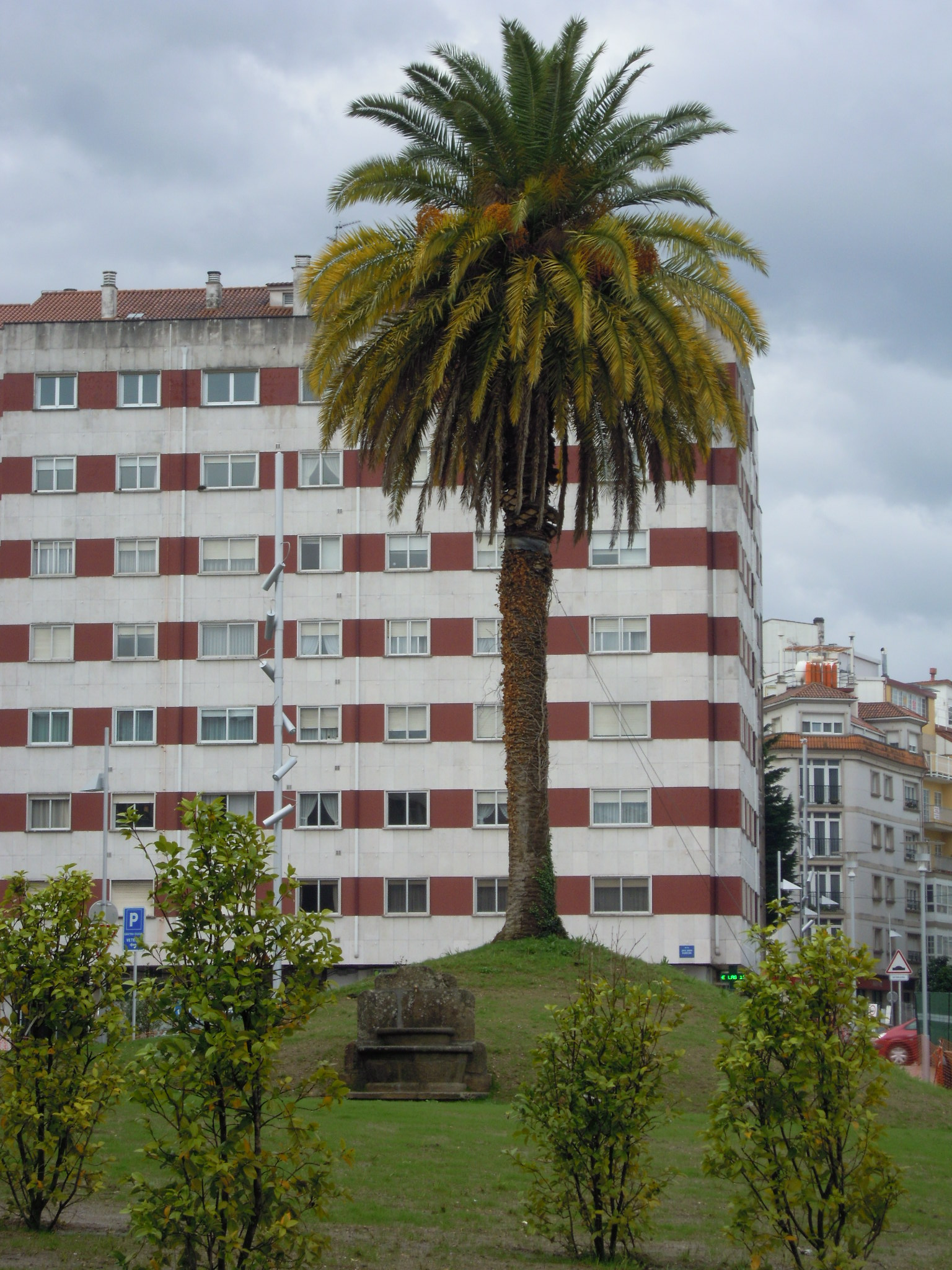
Palmera y Fuente de la Eiriña
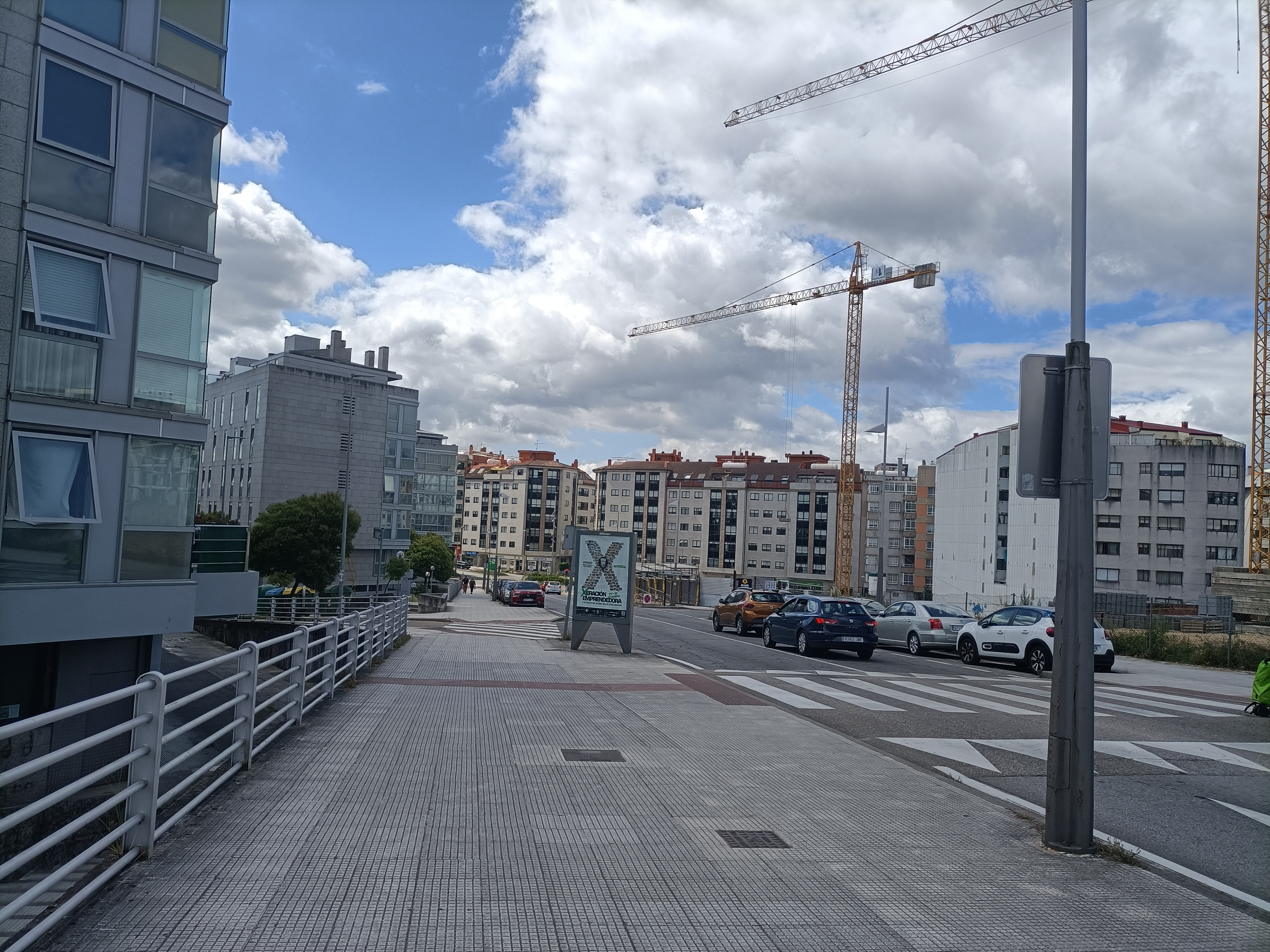
Calle Doce de Novembro
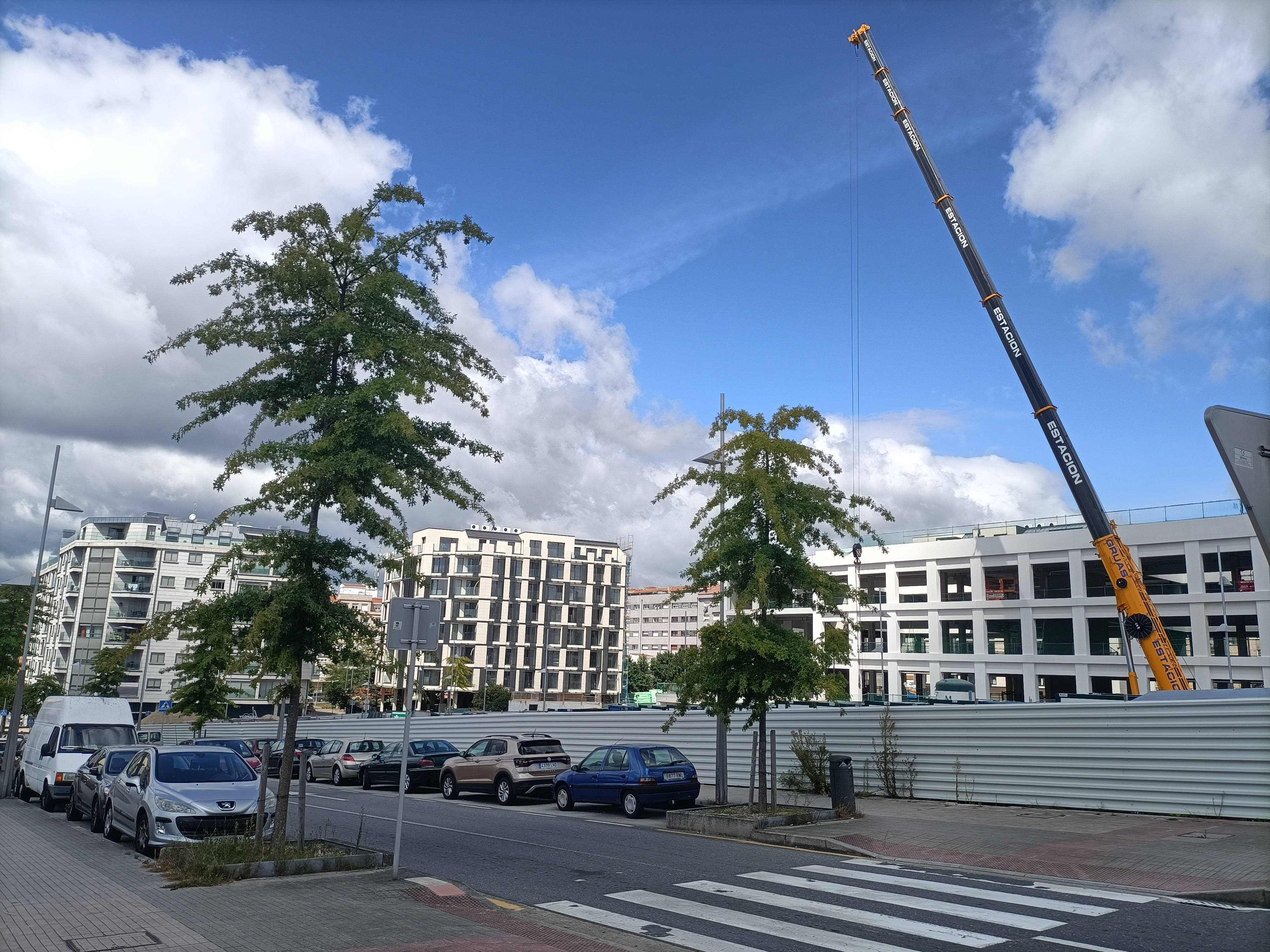
Calle Teixoeira y residencia de la tercera edad a la derecha
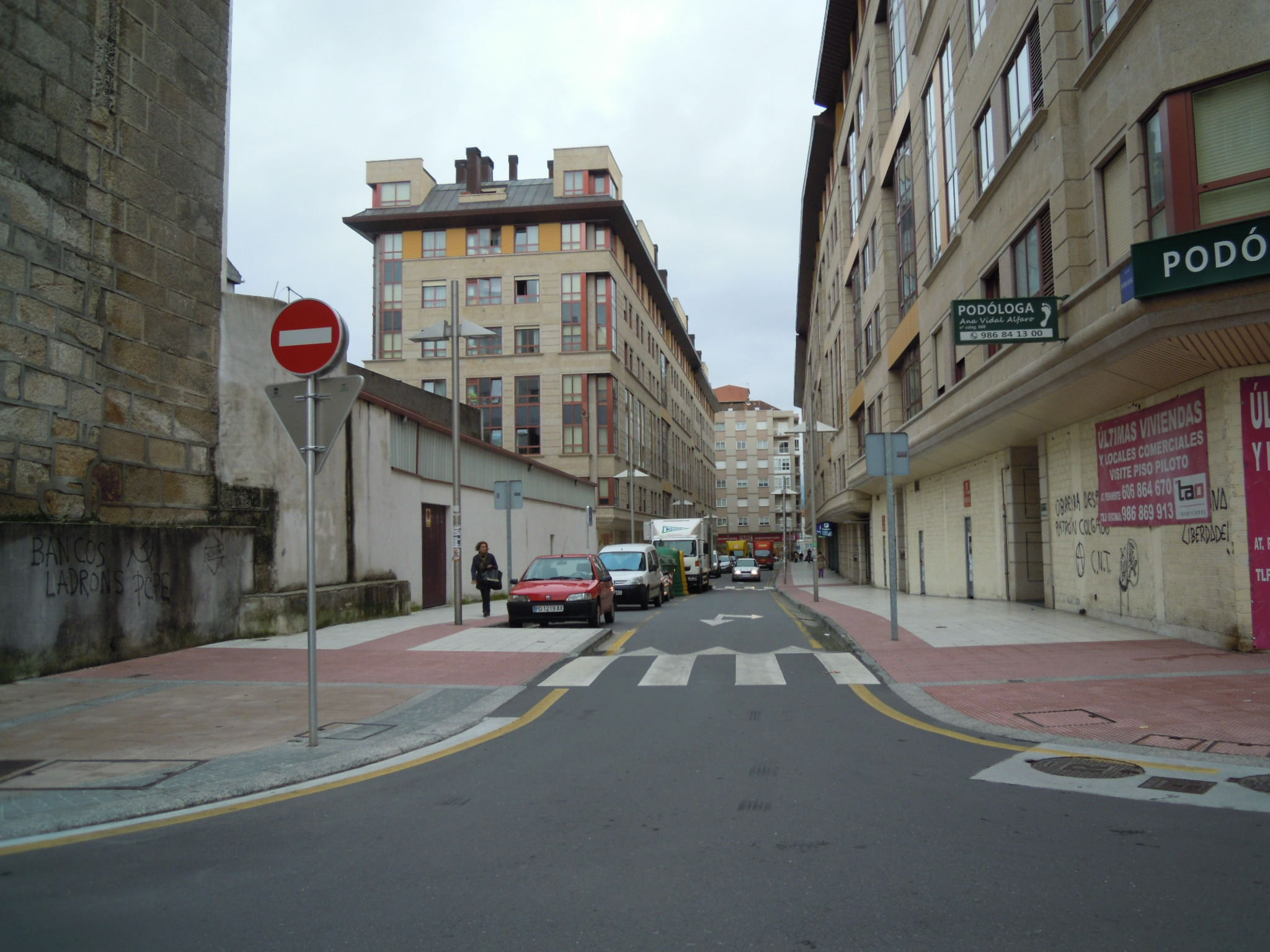
Calle Antón Fraguas
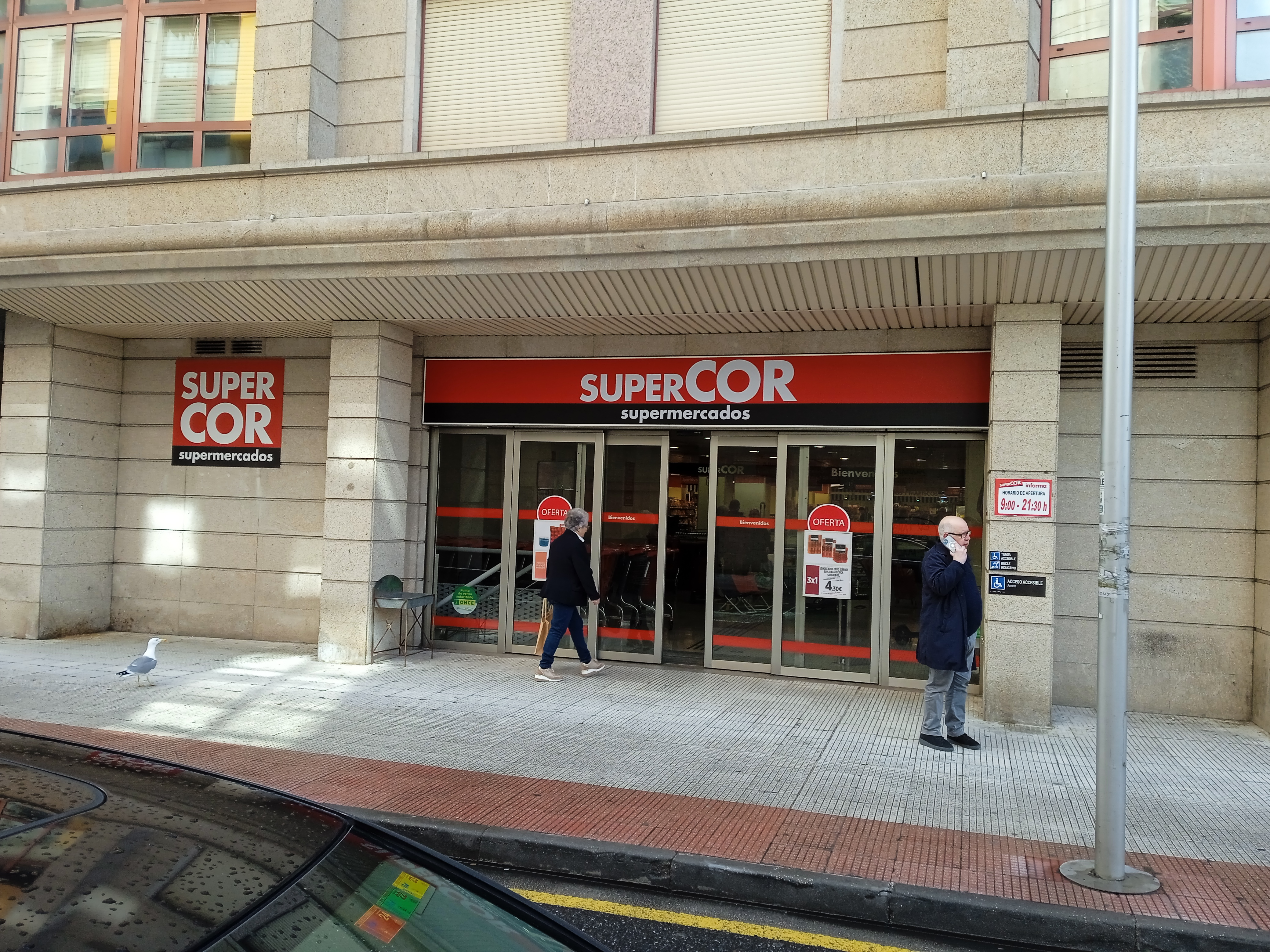
Supercor en la calle Antón Fraguas
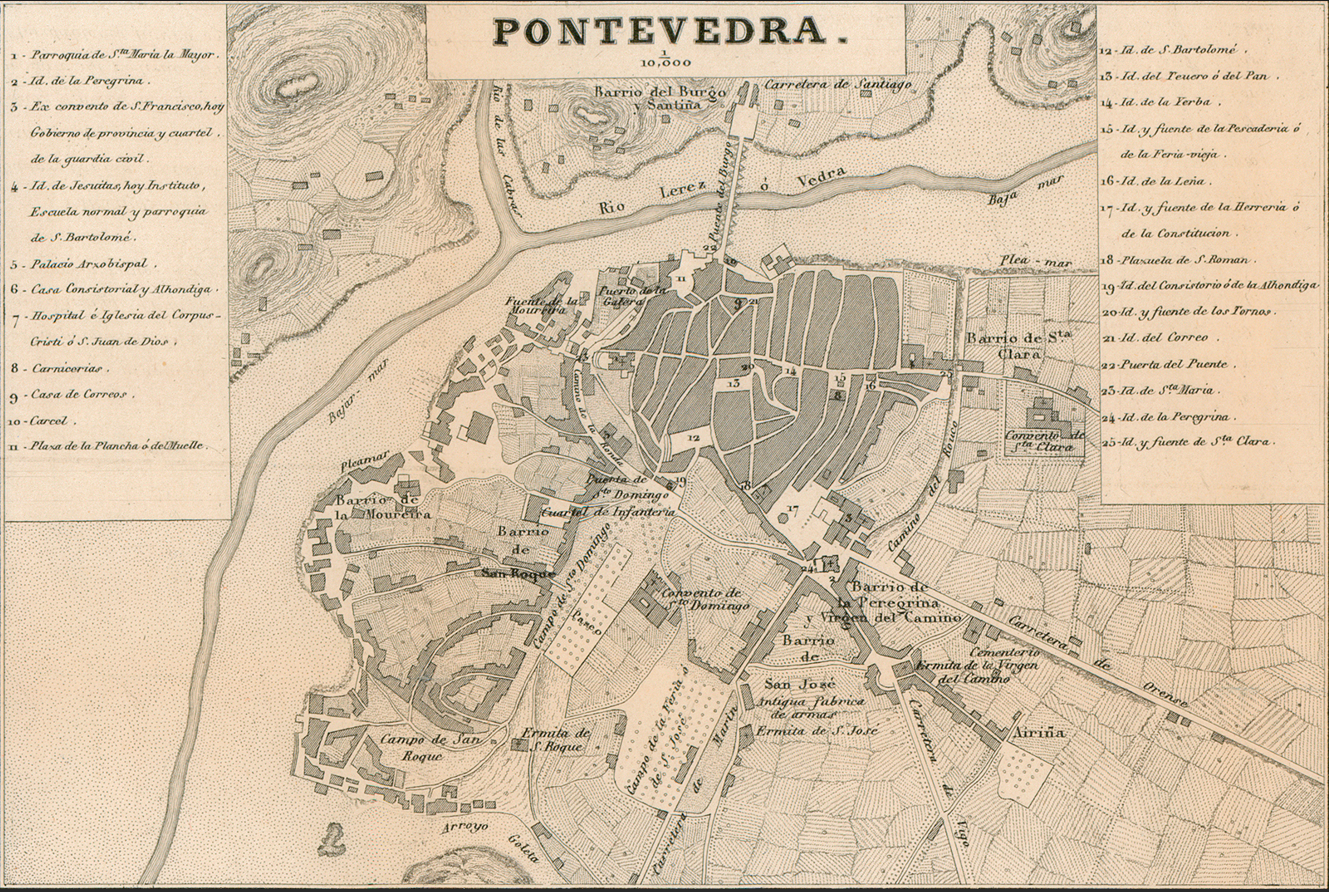
Plano de 1856 con el lugar de Airiña al sureste de la ciudad
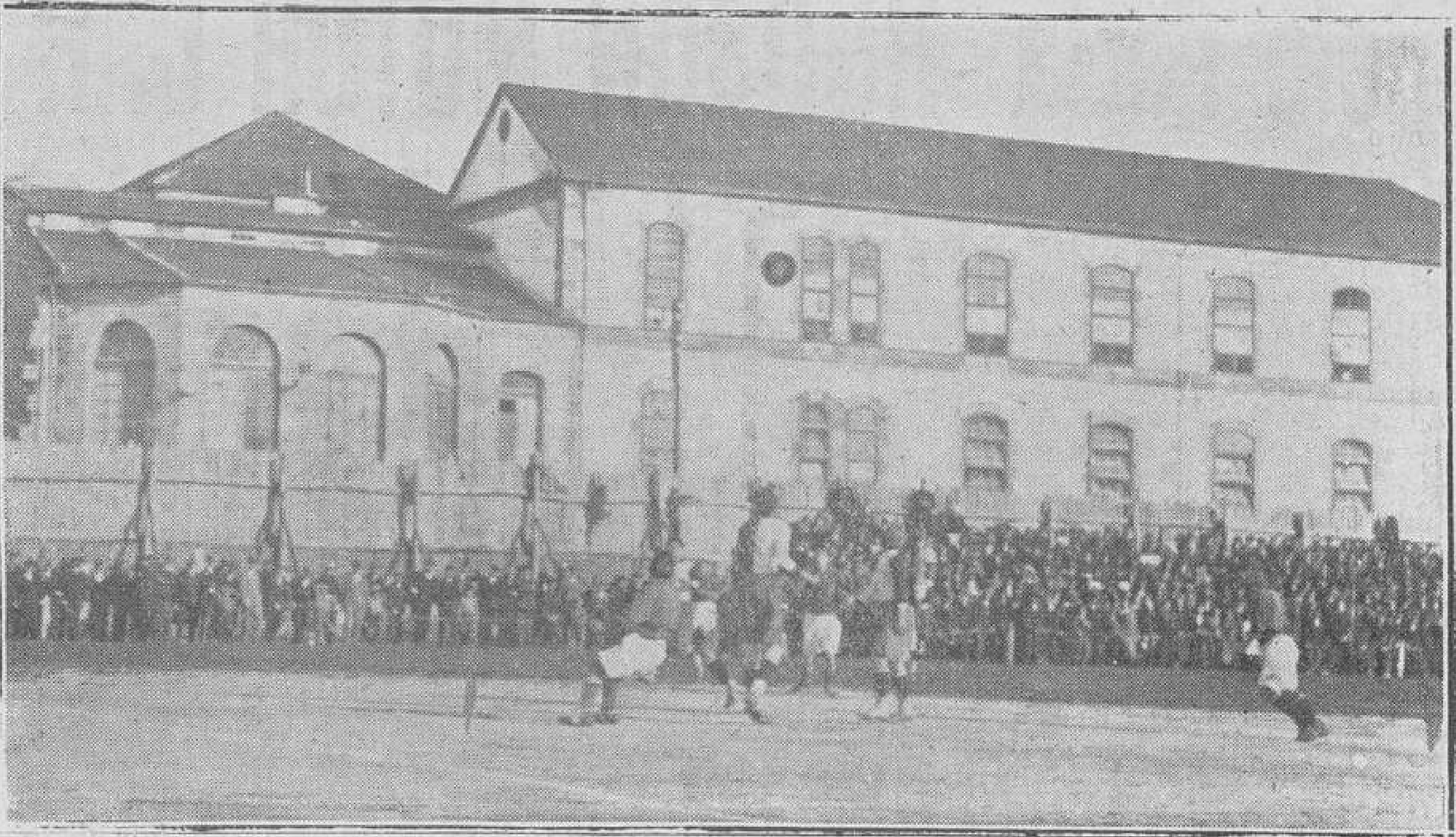
Antiguo Campo del Progreso en 1924
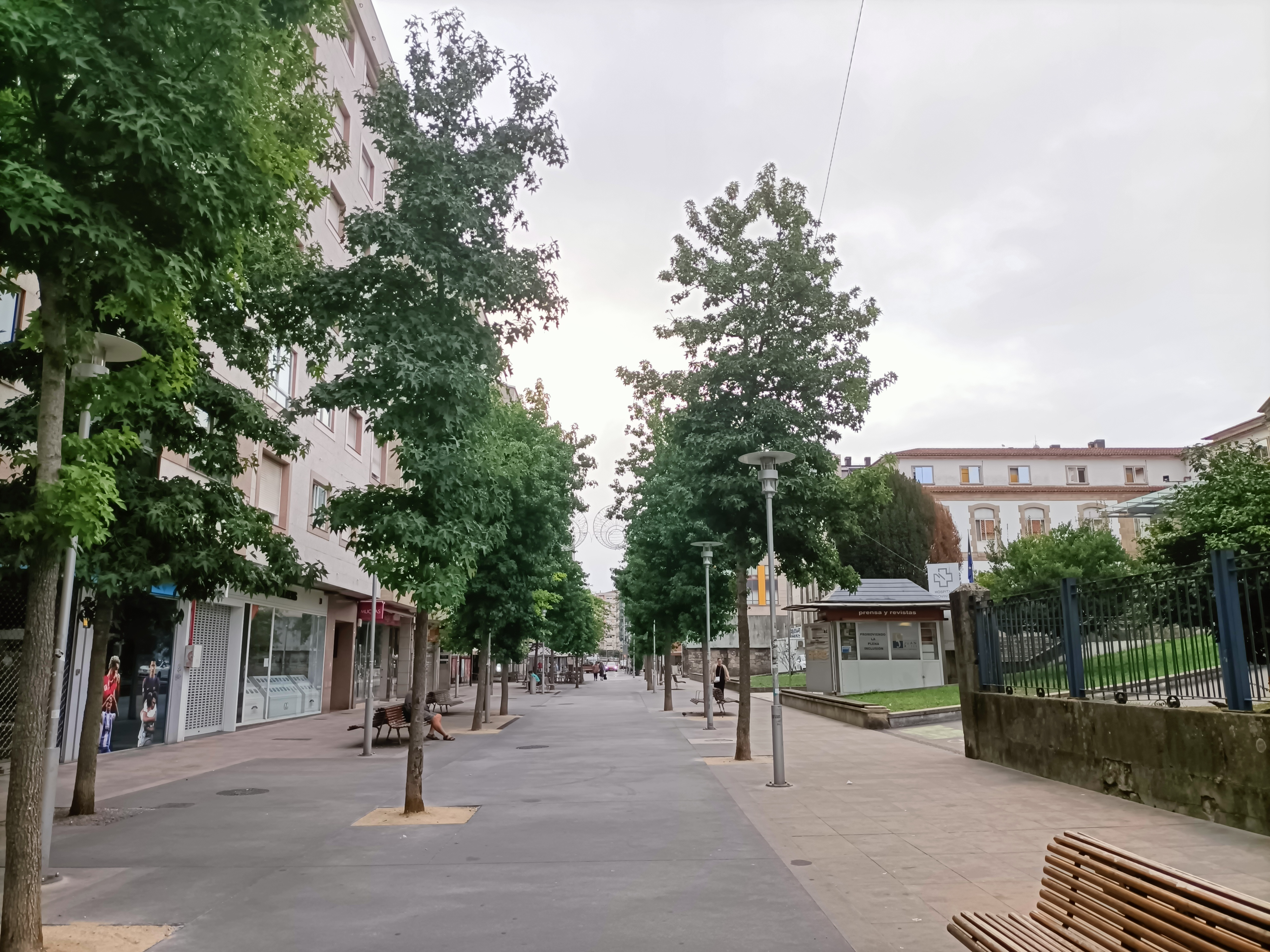
Calle Doctor Loureiro Crespo delante del Hospital Provincial
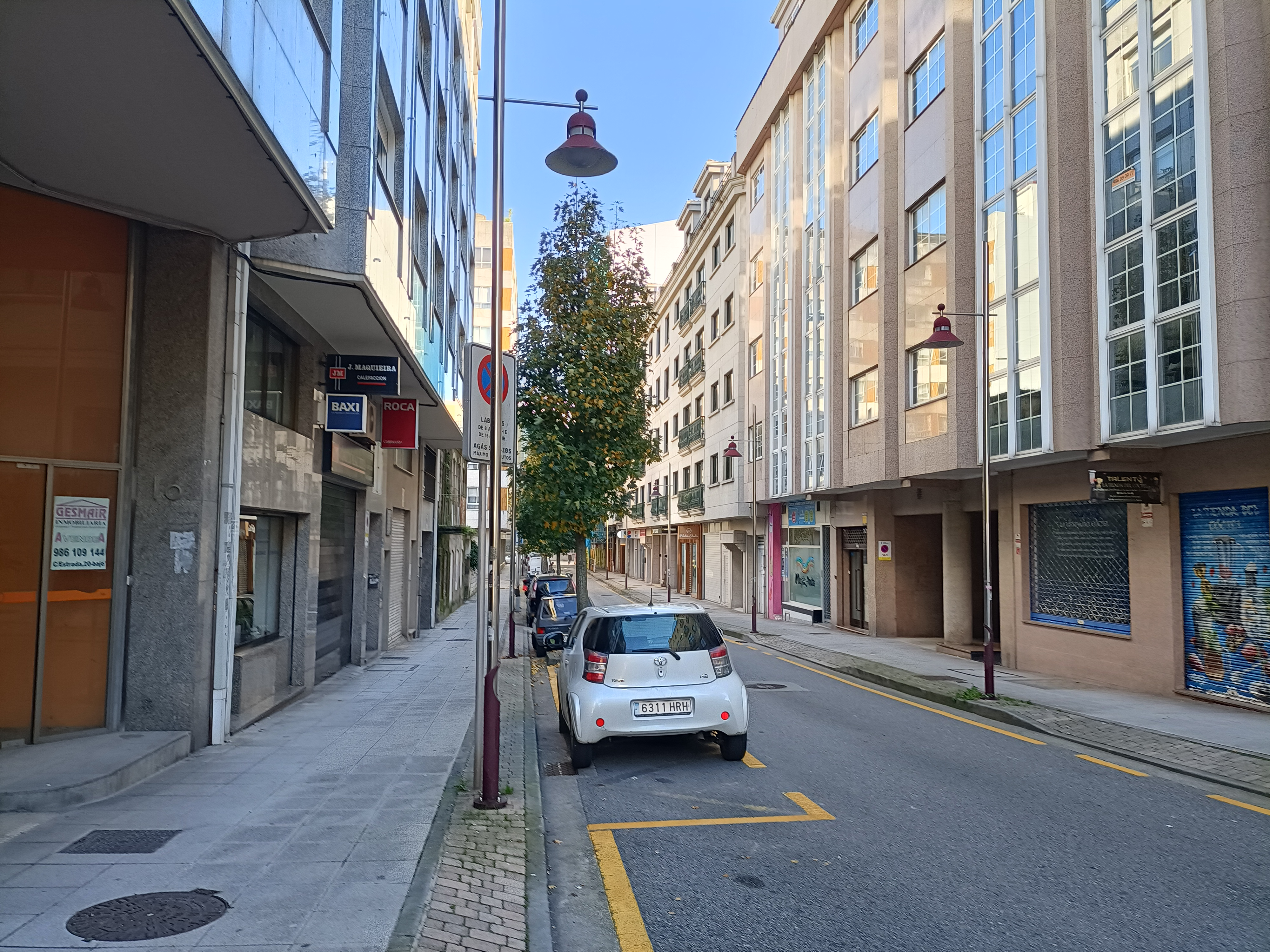
Travesía de la Eiriña en 2023
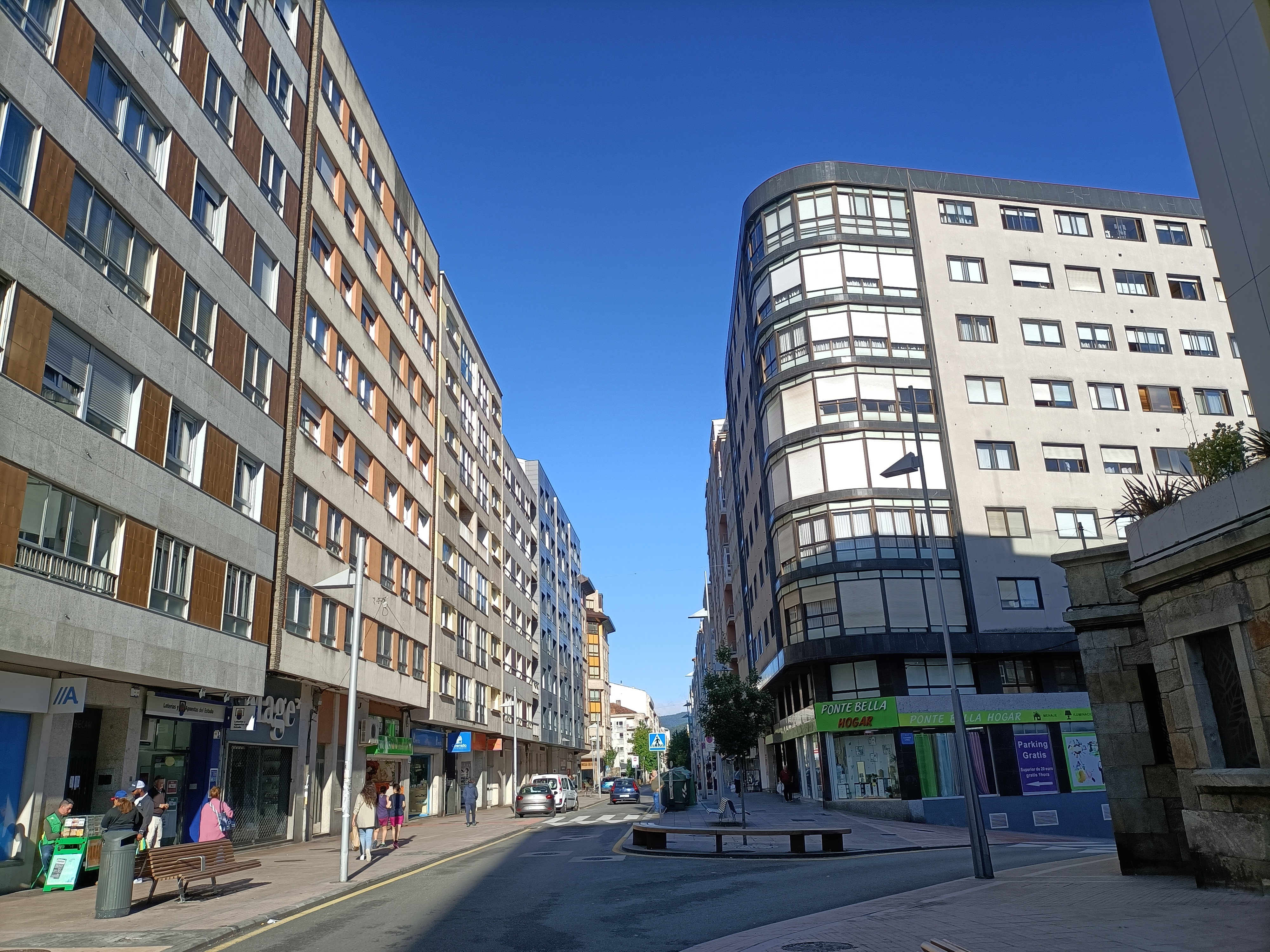
Calle Doctor Loureiro Crespo en 2023
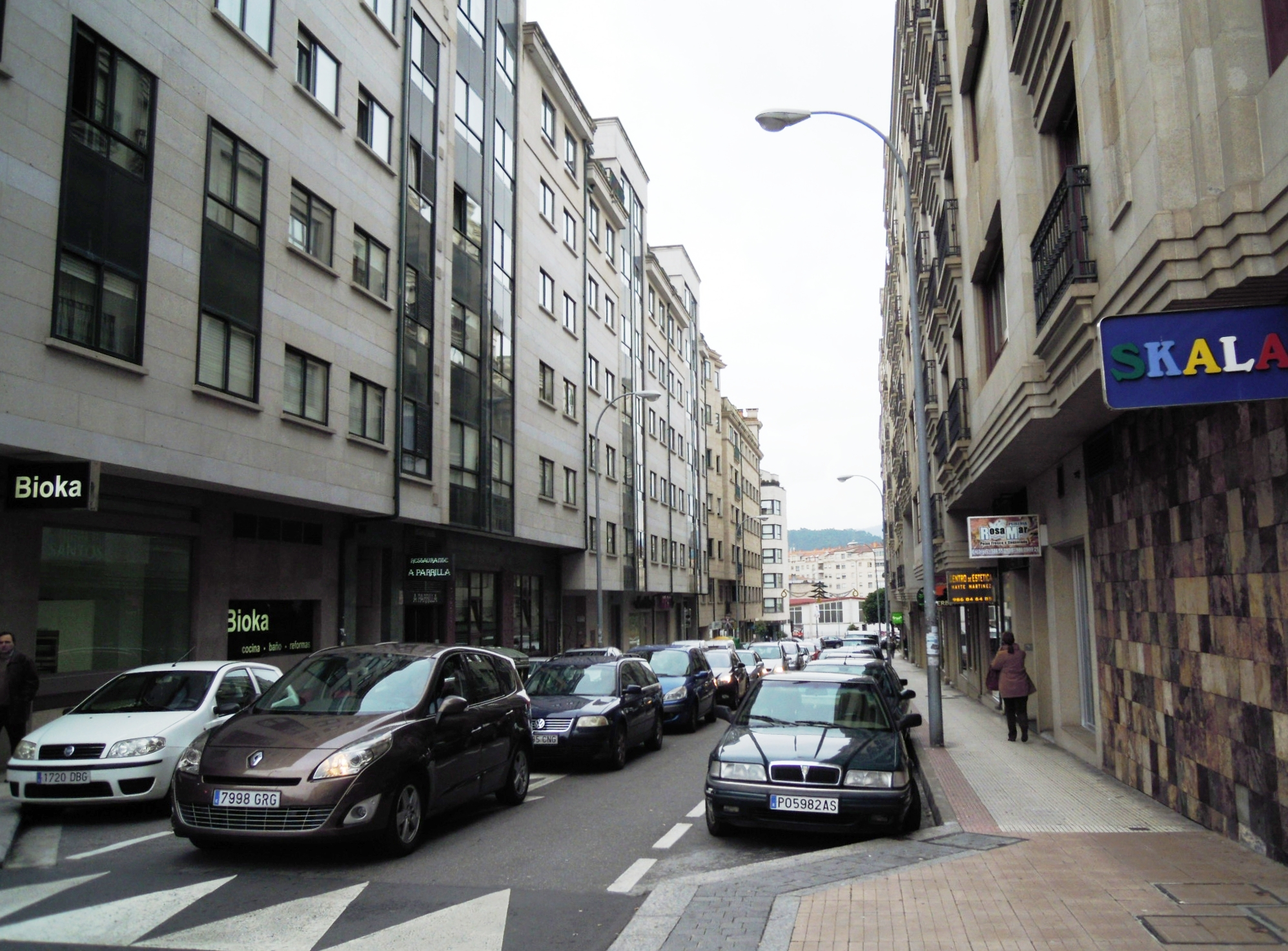
Calle Uxío Novoneyra en 2011
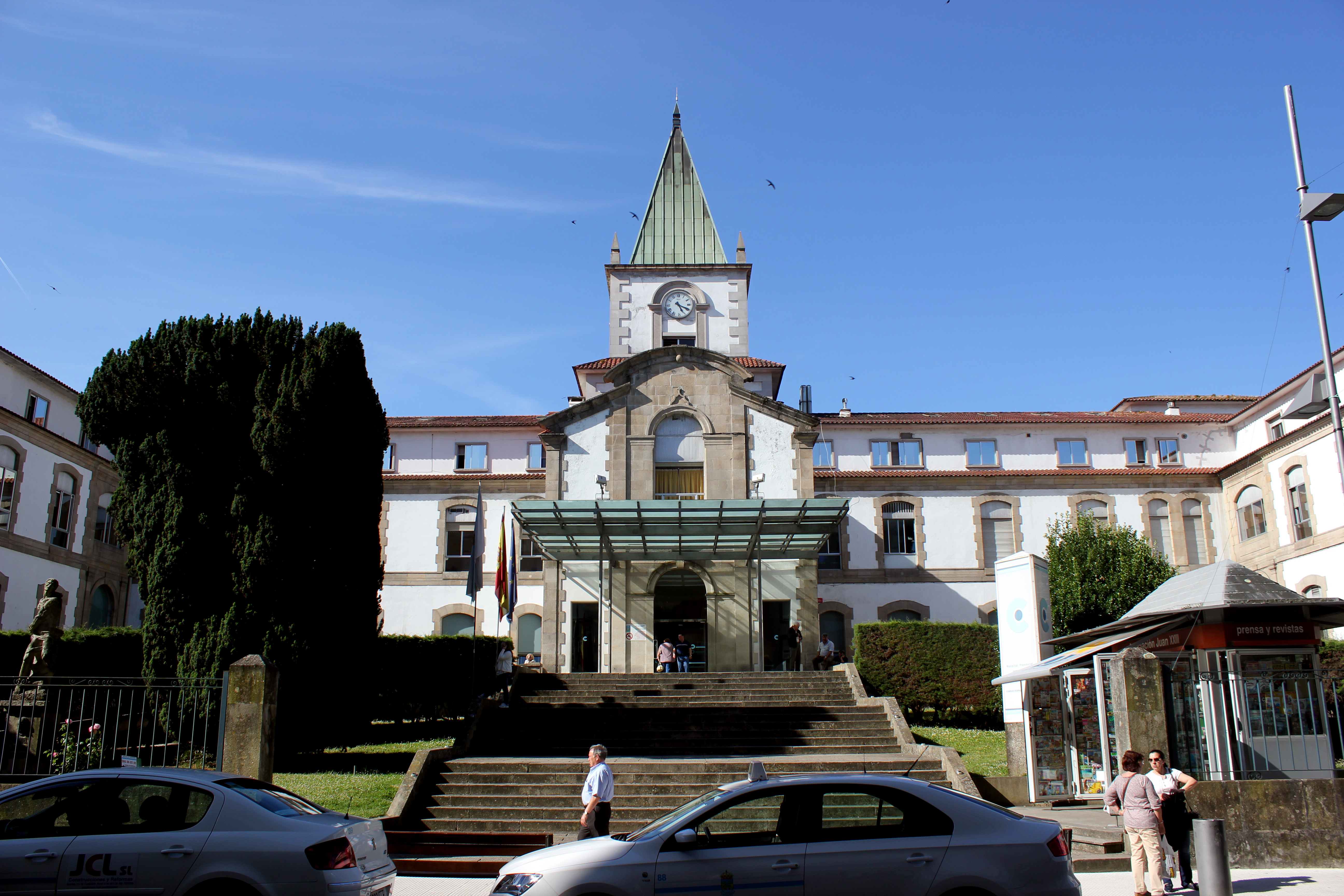
Hospital Provincial de Pontevedra en 2014
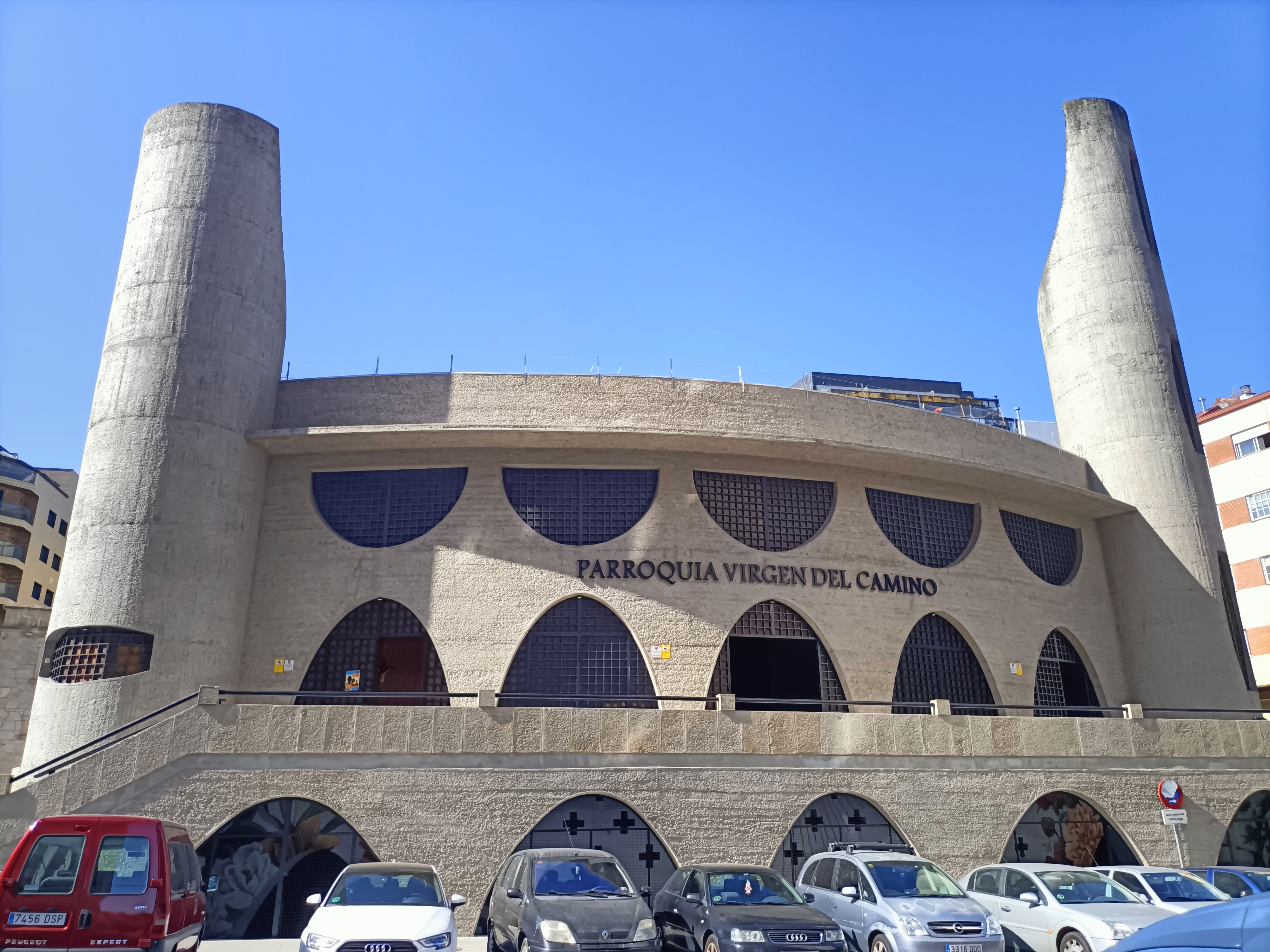
Iglesia de la Virgen del Camino
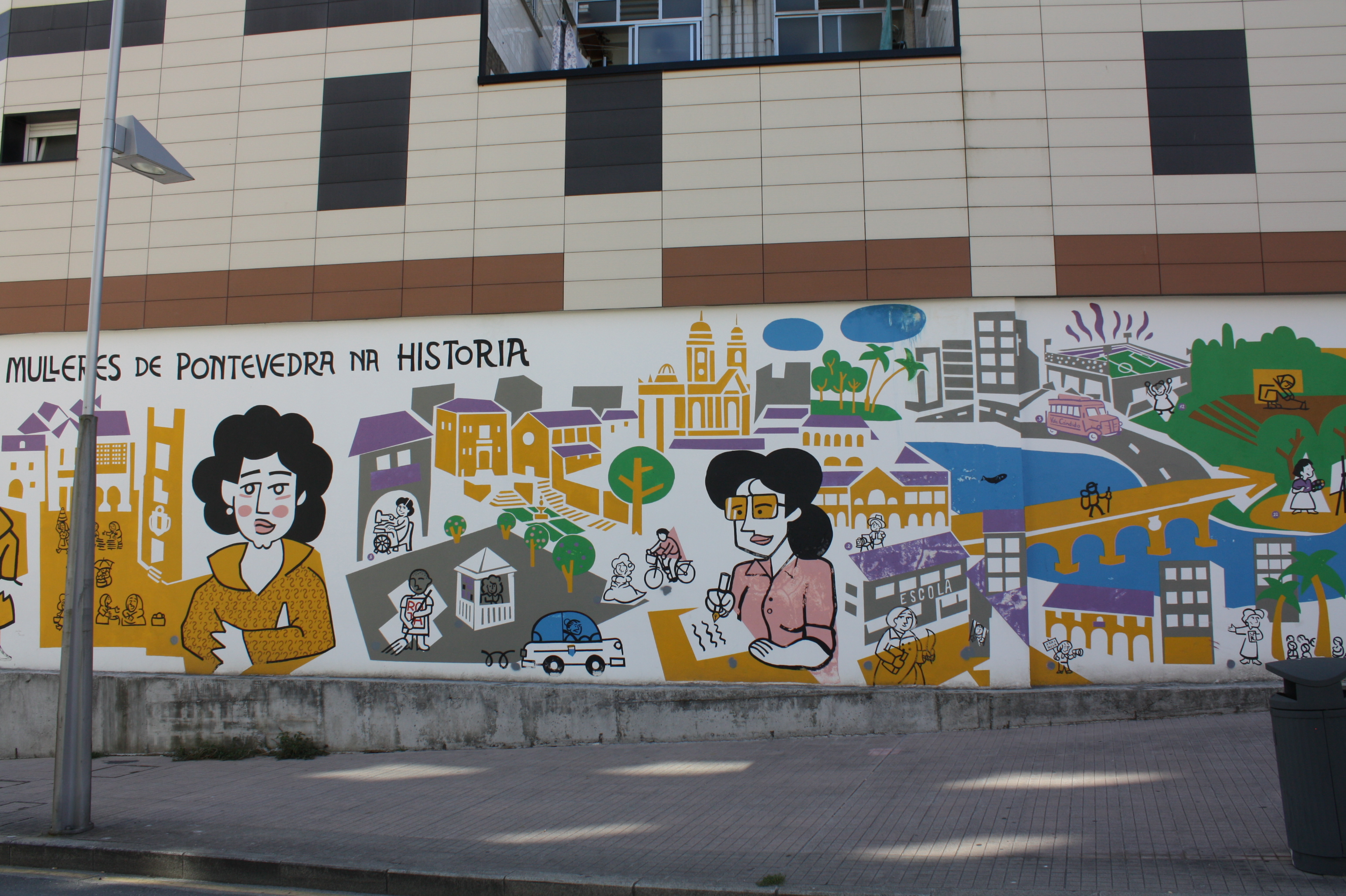
Mural en la calle Poza dos Canos
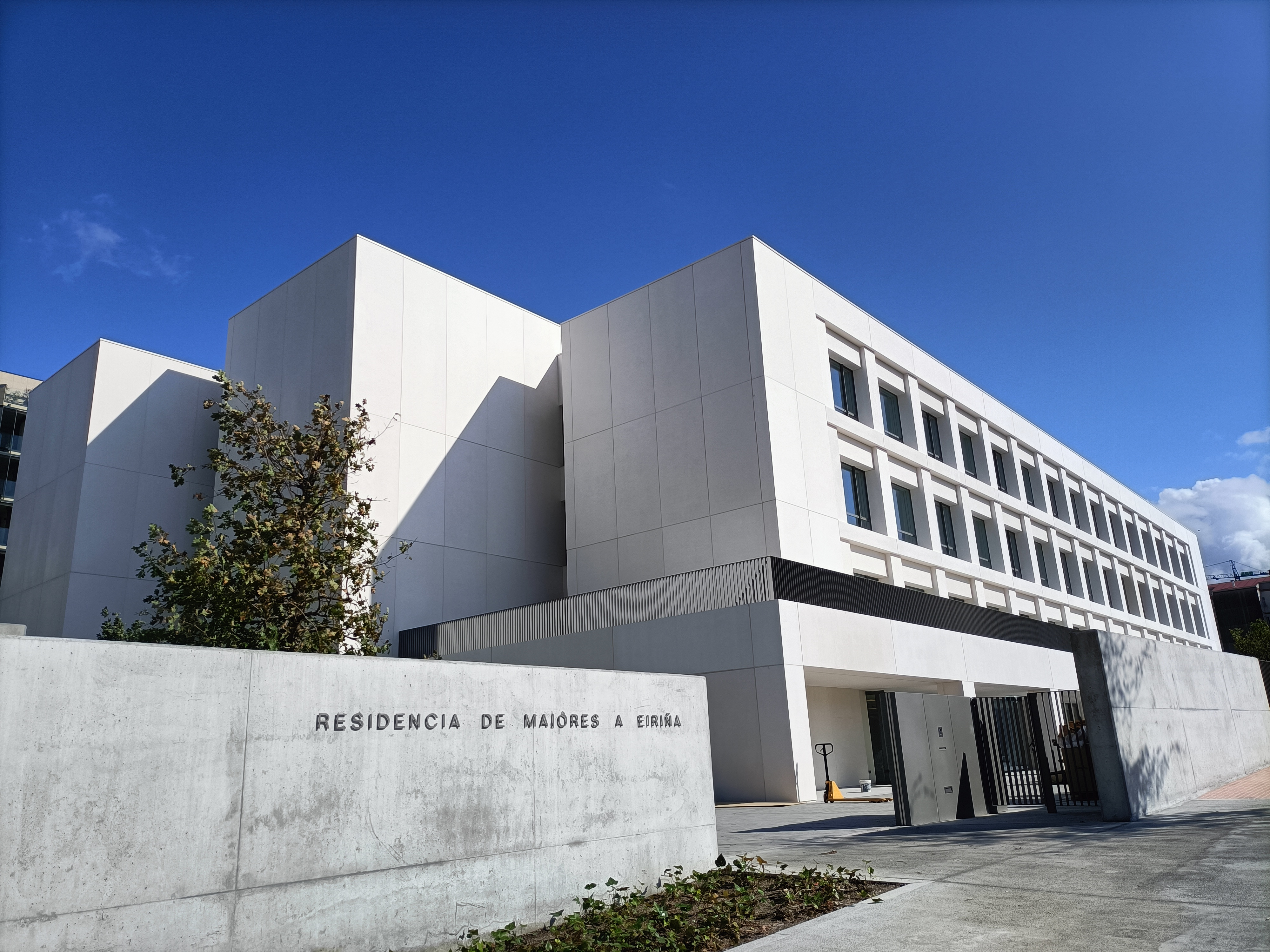
Residencia de mayores A Eiriña
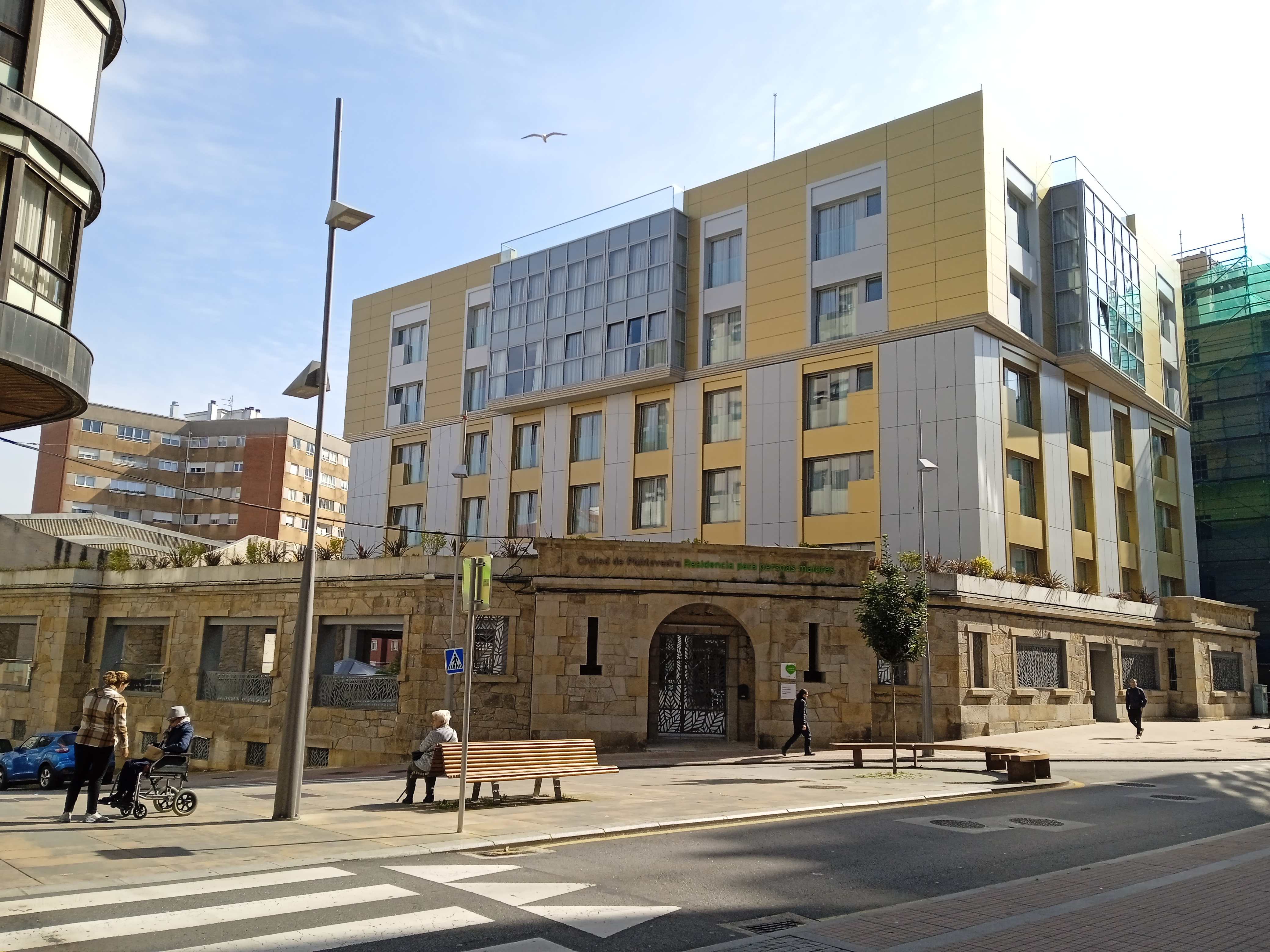
Residencia Domus Ciudad de Pontevedra
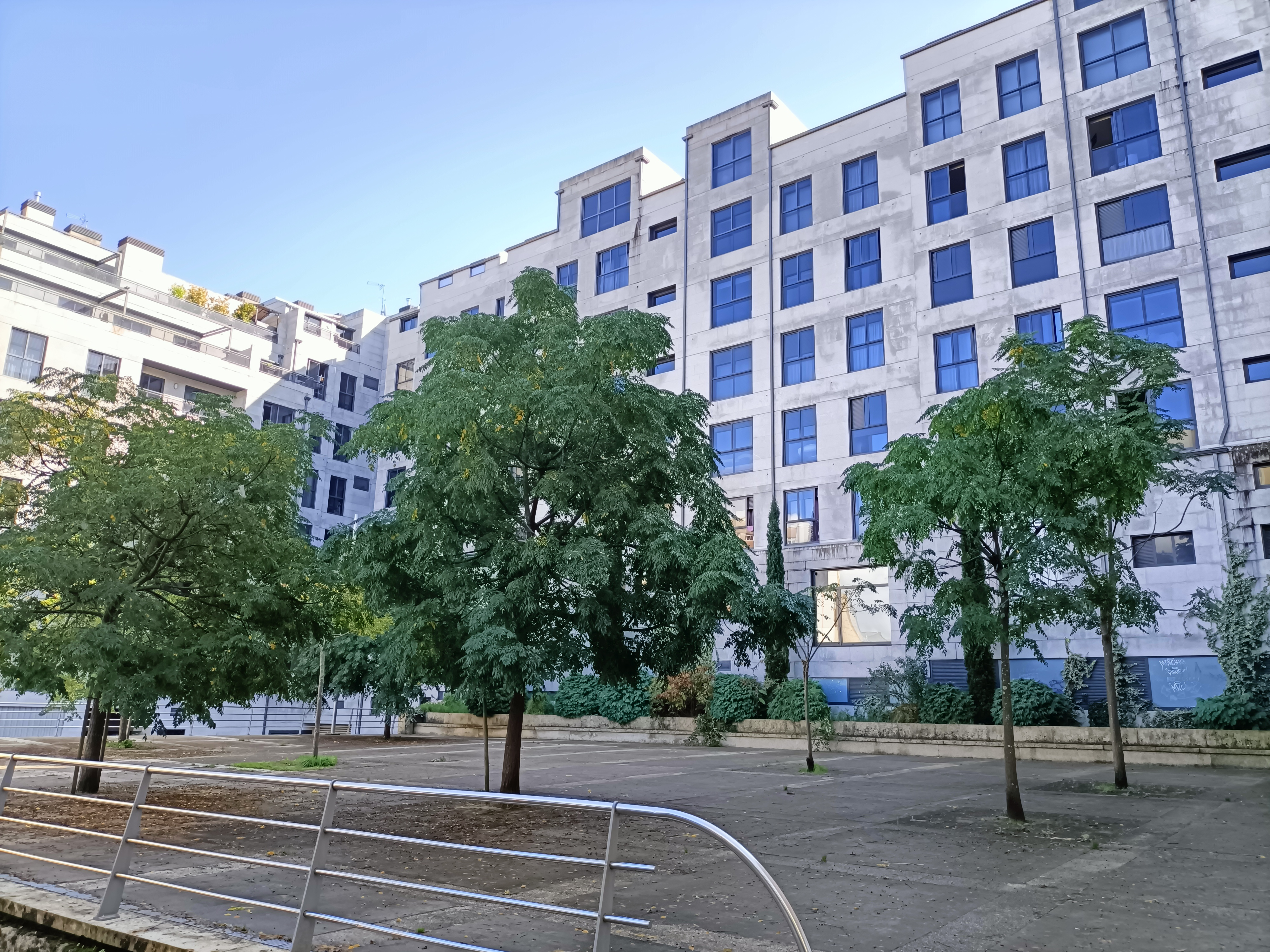
Plaza dos Canos